# Campeonato Ecuatoriano de Fútbol 1991
El Campeonato Ecuatoriano de Fútbol 1991, conocido oficialmente como «Campeonato Nacional de Fútbol 1991», fue la 33.ª edición de la Serie A del Campeonato nacional de fútbol profesional en Ecuador. La competencia se celebró del 2 de marzo al 1 de diciembre de 1991. El torneo fue organizado por la Federación Ecuatoriana de Fútbol y contó con la participación de doce equipos de fútbol, como anécdotas de este torneo sería el regreso del Estadio George Capwell que volvería a acoger partidos del Emelec algo que no sucedía desde el torneo de la Copa de Guayaquil 1959, además sería el debut del Valdez equipo que compraría la franquicia Filanbanco y que en su primer año terminaría siendo subcampeón tras jugar en el encuentro de definición ante El Nacional, equipo que al perder la definición llegaría a participar en la  Copa Conmebol 1992. El Barcelona no solo terminaría siendo campeón en esa misma temporada sino que también lograría dicho título en su nuevo estadio Monumental Isidro Romero Carbo.
Barcelona se coronó campeón por undécima vez en su historia, mientras que el Valdez obtuvo su primer subtítulo.

## Sistema de juego
Para el torneo de 1991 se repitió el formato del Campeonato Ecuatoriano de Fútbol 1990.
Primera etapa
Jugaron los 12 equipos en encuentros de ida y vuelta (22 fechas) los 7 equipos se clasificarían a la 2.ª etapa y de los cuales los 4 primeros recibirían puntos de bonificación de 1 punto para los dos primeros lugares y 0.5 punto para el 3° y 4° puesto los equipos ubicados en desde el 8° hasta el 11° puesto jugarían el cuadrangular del no descenso a jugarse en la 4ª etapa mientras que el equipo que haya terminado en el último lugar descendería a la Serie B.
Segunda etapa
En la 2.ª etapa los 12 equipos serían divididos en 2 grupos de 6 equipos cada uno con la respectiva bonificación ganada en la 1ª etapa asimismo se repetiría la bonificación y de puntos de penalización para el cuadrangular del no descenso.
Tercera etapa
En la 3ª etapa se jugarían 2 grupos de 4 equipos cada uno en encuentros de ida y vuelta (6 fechas) los dos mejores equipos de cada grupo se clasificarían al cuadrangular final para definir al campeón.
Cuarta etapa
Cuadrangular del descenso
Jugarían los 4 equipos que terminaron desde el 8° hasta el 11° puesto en encuentros de ida y vuelta (6 fechas) el equipo con peor puntaje al finalizar el cuadrangular sería el segundo descendido del año.
Cuadrangular final
Jugarían los equipos que lograron clasificarse entre los 2 primeros puestos de la 3ª etapa, en encuentros de ida y vuelta (6 fechas) al finalizar el cuadrangular el equipo con mayor cantidad de puntos sería el campeón, en caso de que 2 equipos igualen en puntos se definirá en una serie en la cual el ganador de la misma sería campeón o en caso de que ya se haya definido al campeón se aplicaría el mismo método para definir al subcampeón.

## Primera etapa

### Relevo semestral de clubes
| Pos. | de la Segunda etapa de la Serie A |
| ---- | --------------------------------- |
| 1º   | Aucas                             |

| Pos. | de la Segunda etapa de la Serie B |
| ---- | --------------------------------- |
| 1º   | Juvenil                           |

### Datos de los clubes
| Equipo                | Ciudad                                                                                                 | Provincia       |
| --------------------- | --- | --------------- |
| Barcelona             | Guayaquil / Machala                                                                                    | Guayas / El Oro |
| Delfín                | [[Archivo:\|class=notpageimage noviewer\|20x20px\|border\|Bandera de Manta]] Manta                     | Manabí          |
| Deportivo Cuenca      | Cuenca                                                                                                 | Azuay           |
| Deportivo Quito       | Quito                                                                                                  | Pichincha       |
| El Nacional           | Quito                                                                                                  | Pichincha       |
| Emelec                | Guayaquil                                                                                              | Guayas          |
| Juvenil               | [[Archivo:\|class=notpageimage noviewer\|20x20px\|border\|Bandera de Esmeraldas (Ecuador)]] Esmeraldas | Esmeraldas      |
| Liga de Quito         | Quito                                                                                                  | Pichincha       |
| Macará                | Ambato                                                                                                 | Tungurahua      |
| Técnico Universitario | Ambato                                                                                                 | Tungurahua      |
| Universidad Católica  | Quito                                                                                                  | Pichincha       |
| Valdez                | Milagro / Guayaquil / Machala                                                                          | Guayas / El Oro |

### Equipos por ubicación geográfica
| Provincia  | N.º | Equipos                                                                |
| ---------- | --- | ---------------------------------------------------------------------- |
| Pichincha  | 4   | - Deportivo Quito - El Nacional - Liga de Quito - Universidad Católica |
| Guayas     | 3   | - Barcelona - Emelec - Valdez                                          |
| Tungurahua | 2   | - Macará - Técnico Universitario                                       |
| Azuay      | 1   | - Deportivo Cuenca                                                     |
| Esmeraldas | 1   | - Juvenil                                                              |
| Manabí     | 1   | - Delfín                                                               |

|  |

### Partidos y resultados
| Fecha 1     | Fecha 1               | Fecha 1   | Fecha 1              |
| Fecha       | Equipo Local          | Resultado | Equipo Visitante     |
| ----------- | --------------------- | --------- | -------------------- |
| 2 de marzo  | Técnico Universitario | 4 - 0     | Juvenil              |
| 3 de marzo  | Liga de Quito         | 0 - 0     | Valdez               |
| 3 de marzo  | Deportivo Cuenca      | 1 - 0     | Universidad Católica |
| 3 de marzo  | Delfín                | 0 - 0     | Macará               |
| 3 de marzo  | Emelec                | 1 - 1     | El Nacional          |
| 20 de marzo | Deportivo Quito       | 2 - 2     | Barcelona            |

| Fecha 2     | Fecha 2              | Fecha 2   | Fecha 2               |
| Fecha       | Equipo Local         | Resultado | Equipo Visitante      |
| ----------- | -------------------- | --------- | --------------------- |
| 9 de marzo  | Juvenil              | 1 - 1     | Emelec                |
| 9 de marzo  | Barcelona            | 2 - 1     | Deportivo Cuenca      |
| 9 de marzo  | Valdez               | 2 - 0     | Deportivo Quito       |
| 10 de marzo | El Nacional          | 7 - 1     | Delfín                |
| 10 de marzo | Universidad Católica | 1 - 3     | Técnico Universitario |
| 10 de marzo | Macará               | 1 - 1     | Liga de Quito         |

| Fecha 3     | Fecha 3               | Fecha 3   | Fecha 3              |
| Fecha       | Equipo Local          | Resultado | Equipo Visitante     |
| ----------- | --------------------- | --------- | -------------------- |
| 16 de marzo | Técnico Universitario | 0 - 3     | Barcelona            |
| 17 de marzo | Deportivo Quito       | 3 - 0     | El Nacional          |
| 17 de marzo | Delfín                | 0 - 1     | Valdez               |
| 17 de marzo | Deportivo Cuenca      | 1 - 0     | Juvenil              |
| 17 de marzo | Emelec                | 1 - 1     | Macará               |
| 10 de abril | Liga de Quito         | 2 - 1     | Universidad Católica |

| Fecha 4     | Fecha 4              | Fecha 4   | Fecha 4               |
| Fecha       | Equipo Local         | Resultado | Equipo Visitante      |
| ----------- | -------------------- | --------- | --------------------- |
| 23 de marzo | Valdez               | 1 - 2     | Técnico Universitario |
| 24 de marzo | Universidad Católica | 1 - 0     | Emelec                |
| 24 de marzo | El Nacional          | 4 - 2     | Deportivo Cuenca      |
| 24 de marzo | Macará               | 0 - 0     | Deportivo Quito       |
| 24 de marzo | Barcelona            | 1 - 1     | Delfín                |
| 27 de mayo  | Juvenil              | 1 - 1     | Liga de Quito         |

| Fecha 5     | Fecha 5               | Fecha 5   | Fecha 5          |
| Fecha       | Equipo Local          | Resultado | Equipo Visitante |
| ----------- | --------------------- | --------- | ---------------- |
| 30 de marzo | Delfín                | 0 - 1     | Juvenil          |
| 1 de abril  | Universidad Católica  | 1 - 2     | El Nacional      |
| 1 de abril  | Técnico Universitario | 2 - 0     | Macará           |
| 1 de abril  | Deportivo Cuenca      | 0 - 1     | Valdez           |
| 1 de abril  | Emelec                | 3 - 2     | Deportivo Quito  |
| 15 de mayo  | Liga de Quito         | 2 - 1     | Barcelona        |

| Fecha 6    | Fecha 6         | Fecha 6   | Fecha 6               |
| Fecha      | Equipo Local    | Resultado | Equipo Visitante      |
| ---------- | --------------- | --------- | --------------------- |
| 6 de abril | Juvenil         | 1 - 1     | El Nacional           |
| 6 de abril | Macará          | 1 - 3     | Deportivo Cuenca      |
| 6 de abril | Valdez          | 1 - 1     | Universidad Católica  |
| 7 de abril | Liga de Quito   | 5 - 0     | Delfín                |
| 7 de abril | Deportivo Quito | 0 - 0     | Técnico Universitario |
| 7 de abril | Emelec          | 2 - 2     | Barcelona             |

| Fecha 7     | Fecha 7               | Fecha 7   | Fecha 7          |
| Fecha       | Equipo Local          | Resultado | Equipo Visitante |
| ----------- | --------------------- | --------- | ---------------- |
| 13 de abril | Valdez                | 5 - 0     | Juvenil          |
| 14 de abril | El Nacional           | 2 - 0     | Macará           |
| 14 de abril | Universidad Católica  | 3 - 1     | Barcelona        |
| 14 de abril | Técnico Universitario | 0 - 1     | Emelec           |
| 14 de abril | Delfín                | 2 - 3     | Deportivo Quito  |
| 14 de abril | Deportivo Cuenca      | 1 - 3     | Liga de Quito    |

| Fecha 8     | Fecha 8         | Fecha 8   | Fecha 8               |
| Fecha       | Equipo Local    | Resultado | Equipo Visitante      |
| ----------- | --------------- | --------- | --------------------- |
| 20 de abril | Juvenil         | 2 - 1     | Universidad Católica  |
| 20 de abril | Macará          | 2 - 3     | Valdez                |
| 21 de abril | Deportivo Quito | 0 - 0     | Deportivo Cuenca      |
| 21 de abril | Liga de Quito   | 2 - 0     | Técnico Universitario |
| 21 de abril | Barcelona       | 1 - 0     | El Nacional           |
| 21 de abril | Emelec          | 4 - 2     | Delfín                |

| Fecha 9     | Fecha 9               | Fecha 9   | Fecha 9          |
| Fecha       | Equipo Local          | Resultado | Equipo Visitante |
| ----------- | --------------------- | --------- | ---------------- |
| 27 de abril | Técnico Universitario | 1 - 1     | El Nacional      |
| 27 de abril | Valdez                | 2 - 0     | Emelec           |
| 28 de abril | Universidad Católica  | 1 - 1     | Macará           |
| 28 de abril | Delfín                | 2 - 1     | Deportivo Cuenca |
| 28 de abril | Barcelona             | 4 - 1     | Juvenil          |
| 12 de junio | Deportivo Quito       | 1 - 3     | Liga de Quito    |

| Fecha 10  | Fecha 10              | Fecha 10  | Fecha 10             |
| Fecha     | Equipo Local          | Resultado | Equipo Visitante     |
| --------- | --------------------- | --------- | -------------------- |
| 1 de mayo | Juvenil               | 3 - 1     | Macará               |
| 1 de mayo | Técnico Universitario | 3 - 1     | Delfín               |
| 1 de mayo | Deportivo Quito       | 0 - 0     | Universidad Católica |
| 1 de mayo | El Nacional           | 1 - 0     | Liga de Quito        |
| 1 de mayo | Valdez                | 0 - 0     | Barcelona            |
| 1 de mayo | Deportivo Cuenca      | 0 - 1     | Emelec               |

| Fecha 11  | Fecha 11         | Fecha 11  | Fecha 11              |
| Fecha     | Equipo Local     | Resultado | Equipo Visitante      |
| --------- | ---------------- | --------- | --------------------- |
| 5 de mayo | Deportivo Quito  | 3 - 0     | Juvenil               |
| 5 de mayo | El Nacional      | 3 - 3     | Valdez                |
| 5 de mayo | Delfín           | 0 - 0     | Universidad Católica  |
| 5 de mayo | Macará           | 1 - 3     | Barcelona             |
| 5 de mayo | Deportivo Cuenca | 3 - 2     | Técnico Universitario |
| 5 de mayo | Emelec           | 4 - 1     | Liga de Quito         |

| Fecha 12   | Fecha 12             | Fecha 12  | Fecha 12              |
| Fecha      | Equipo Local         | Resultado | Equipo Visitante      |
| ---------- | -------------------- | --------- | --------------------- |
| 11 de mayo | Juvenil              | 0 - 0     | Técnico Universitario |
| 11 de mayo | Universidad Católica | 1 - 0     | Deportivo Cuenca      |
| 11 de mayo | El Nacional          | 5 - 0     | Emelec                |
| 11 de mayo | Macará               | 1 - 0     | Delfín                |
| 11 de mayo | Barcelona            | 2 - 0     | Deportivo Quito       |
| 11 de mayo | Valdez               | 1 - 1     | Liga de Quito         |

| Fecha 13   | Fecha 13              | Fecha 13  | Fecha 13             |
| Fecha      | Equipo Local          | Resultado | Equipo Visitante     |
| ---------- | --------------------- | --------- | -------------------- |
| 18 de mayo | Técnico Universitario | 1 - 0     | Universidad Católica |
| 19 de mayo | Liga de Quito         | 2 - 1     | Macará               |
| 19 de mayo | Deportivo Quito       | 1 - 1     | Valdez               |
| 19 de mayo | Delfín                | 3 - 3     | El Nacional          |
| 19 de mayo | Deportivo Cuenca      | 0 - 2     | Barcelona            |
| 19 de mayo | Emelec                | 2 - 2     | Juvenil              |

| Fecha 14   | Fecha 14             | Fecha 14  | Fecha 14              |
| Fecha      | Equipo Local         | Resultado | Equipo Visitante      |
| ---------- | -------------------- | --------- | --------------------- |
| 23 de mayo | Barcelona            | 6 - 2     | Técnico Universitario |
| 27 de mayo | Universidad Católica | 1 - 1     | Liga de Quito         |
| 27 de mayo | El Nacional          | 2 - 1     | Deportivo Quito       |
| 27 de mayo | Macará               | 1 - 2     | Emelec                |
| 27 de mayo | Juvenil              | 0 - 0     | Deportivo Cuenca      |
| 27 de mayo | Valdez               | 2 - 1     | Delfín                |

| Fecha 15   | Fecha 15              | Fecha 15  | Fecha 15             |
| Fecha      | Equipo Local          | Resultado | Equipo Visitante     |
| ---------- | --------------------- | --------- | -------------------- |
| 2 de junio | Deportivo Quito       | 4 - 1     | Macará               |
| 2 de junio | Liga de Quito         | 6 - 0     | Juvenil              |
| 2 de junio | Técnico Universitario | 1 - 1     | Valdez               |
| 2 de junio | Deportivo Cuenca      | 0 - 0     | El Nacional          |
| 2 de junio | Delfín                | 2 - 3     | Barcelona            |
| 2 de junio | Emelec                | 1 - 1     | Universidad Católica |

| Fecha 16   | Fecha 16        | Fecha 16  | Fecha 16              |
| Fecha      | Equipo Local    | Resultado | Equipo Visitante      |
| ---------- | --------------- | --------- | --------------------- |
| 5 de junio | Barcelona       | 1 - 4     | Liga de Quito         |
| 5 de junio | Juvenil         | 3 - 2     | Delfín                |
| 5 de junio | Macará          | 2 - 1     | Técnico Universitario |
| 5 de junio | Valdez          | 2 - 1     | Deportivo Cuenca      |
| 6 de junio | El Nacional     | 0 - 0     | Universidad Católica  |
| 6 de junio | Deportivo Quito | 2 - 2     | Emelec                |

| Fecha 17   | Fecha 17              | Fecha 17  | Fecha 17         |
| Fecha      | Equipo Local          | Resultado | Equipo Visitante |
| ---------- | --------------------- | --------- | ---------------- |
| 9 de junio | Delfín                | 2 - 1     | Liga de Quito    |
| 9 de junio | Deportivo Cuenca      | 3 - 2     | Macará           |
| 9 de junio | Técnico Universitario | 1 - 1     | Deportivo Quito  |
| 9 de junio | El Nacional           | 0 - 0     | Juvenil          |
| 9 de junio | Universidad Católica  | 1 - 0     | Valdez           |
| 9 de junio | Barcelona             | 1 - 0     | Emelec           |

| Fecha 18    | Fecha 18        | Fecha 18  | Fecha 18              |
| Fecha       | Equipo Local    | Resultado | Equipo Visitante      |
| ----------- | --------------- | --------- | --------------------- |
| 15 de junio | Juvenil         | 1 - 0     | Valdez                |
| 15 de junio | Macará          | 0 - 0     | El Nacional           |
| 15 de junio | Deportivo Quito | 1 - 3     | Delfín                |
| 15 de junio | Barcelona       | 3 - 0     | Universidad Católica  |
| 15 de junio | Liga de Quito   | 0 - 0     | Deportivo Cuenca      |
| 15 de junio | Emelec          | 2 - 1     | Técnico Universitario |

| Fecha 19    | Fecha 19              | Fecha 19  | Fecha 19         |
| Fecha       | Equipo Local          | Resultado | Equipo Visitante |
| ----------- | --------------------- | --------- | ---------------- |
| 22 de junio | Técnico Universitario | 4 - 1     | Liga de Quito    |
| 22 de junio | Valdez                | 4 - 0     | Macará           |
| 23 de junio | Universidad Católica  | 1 - 0     | Juvenil          |
| 23 de junio | El Nacional           | 0 - 0     | Barcelona        |
| 23 de junio | Deportivo Cuenca      | 2 - 1     | Deportivo Quito  |
| 23 de junio | Delfín                | 2 - 0     | Emelec           |

| Fecha 20    | Fecha 20         | Fecha 20  | Fecha 20              |
| Fecha       | Equipo Local     | Resultado | Equipo Visitante      |
| ----------- | ---------------- | --------- | --------------------- |
| 29 de junio | Juvenil          | 0 - 1     | Barcelona             |
| 29 de junio | Macará           | 2 - 1     | Universidad Católica  |
| 30 de junio | El Nacional      | 2 - 0     | Técnico Universitario |
| 30 de junio | Liga de Quito    | 2 - 2     | Deportivo Quito       |
| 30 de junio | Deportivo Cuenca | 2 - 0     | Delfín                |
| 30 de junio | Emelec           | 1 - 1     | Valdez                |

| Fecha 21   | Fecha 21             | Fecha 21  | Fecha 21              |
| Fecha      | Equipo Local         | Resultado | Equipo Visitante      |
| ---------- | -------------------- | --------- | --------------------- |
| 6 de julio | Barcelona            | 1 - 0     | Valdez                |
| 6 de julio | Emelec               | 2 - 2     | Deportivo Cuenca      |
| 7 de julio | Universidad Católica | 1 - 2     | Deportivo Quito       |
| 7 de julio | Liga de Quito        | 2 - 3     | El Nacional           |
| 7 de julio | Macará               | 2 - 2     | Juvenil               |
| 7 de julio | Delfín               | 2 - 0     | Técnico Universitario |

| Fecha 22    | Fecha 22              | Fecha 22  | Fecha 22         |
| Fecha       | Equipo Local          | Resultado | Equipo Visitante |
| ----------- | --------------------- | --------- | ---------------- |
| 13 de julio | Juvenil               | 2 - 3     | Deportivo Quito  |
| 13 de julio | Valdez                | 0 - 0     | El Nacional      |
| 14 de julio | Universidad Católica  | 3 - 1     | Delfín           |
| 14 de julio | Barcelona             | 3 - 0     | Macará           |
| 14 de julio | Técnico Universitario | 2 - 0     | Deportivo Cuenca |
| 14 de julio | Liga de Quito         | 5 - 0     | Emelec           |

### Tabla de posiciones
|  |  |     | Equipo                | PJ | PG | PE | PP | GF | GC | DG  | PTS | PB  |
|  |  | --- | --------------------- | -- | -- | -- | -- | -- | -- | --- | --- | --- |
|  |  | 1.  | Barcelona             | 22 | 14 | 5  | 3  | 43 | 21 | +22 | 33  | 1   |
|  |  | 2.  | El Nacional           | 22 | 9  | 11 | 2  | 37 | 20 | +17 | 29  | 1   |
|  |  | 3.  | Liga de Quito         | 22 | 10 | 7  | 5  | 45 | 26 | +19 | 27  | 0.5 |
|  |  | 4.  | Valdez                | 22 | 9  | 9  | 4  | 31 | 17 | +14 | 27  | 0.5 |
|  |  | 5.  | Emelec                | 22 | 7  | 9  | 6  | 30 | 36 | -6  | 23  |     |
|  |  | 6.  | Deportivo Quito       | 22 | 6  | 9  | 7  | 32 | 31 | +1  | 21  |     |
|  |  | 7.  | Técnico Universitario | 22 | 8  | 5  | 9  | 30 | 30 | 0   | 21  |     |
|  |  | 8.  | Universidad Católica  | 22 | 6  | 7  | 9  | 20 | 24 | -4  | 19  |     |
|  |  | 9.  | Deportivo Cuenca      | 22 | 7  | 5  | 10 | 23 | 28 | -5  | 19  |     |
|  |  | 10. | Juvenil               | 22 | 5  | 8  | 9  | 20 | 39 | -19 | 18  |     |
|  |  | 11. | Delfín                | 22 | 5  | 4  | 13 | 27 | 45 | -18 | 14  |     |
|  |  | 12. | Macará                | 22 | 3  | 7  | 12 | 20 | 41 | -21 | 13  |     |

PJ = Partidos jugados; PG = Partidos ganados; PE = Partidos empatados; PP = Partidos perdidos; GF = Goles a favor; GC = Goles en contra; DG = Diferencia de gol; PTS = Puntos; PB = Puntos de bonificación
|  | Clasificaron al Cuadrangular del No Descenso. |
|  | Descendió a la Serie B.                       |

## Segunda etapa

### Relevo semestral de clubes
| Pos. | de la Primera etapa de la Serie A |
| ---- | --------------------------------- |
| 12º  | Macará                            |

| Pos. | de la Primera etapa de la Serie B |
| ---- | --------------------------------- |
| 1º   | Green Cross                       |

### Datos de los clubes
| Equipo                | Ciudad                                                                                                 | Provincia  |
| --------------------- | --- | ---------- |
| Barcelona             | Guayaquil                                                                                              | Guayas     |
| Delfín                | [[Archivo:\|class=notpageimage noviewer\|20x20px\|border\|Bandera de Manta]] Manta                     | Manabí     |
| Deportivo Cuenca      | Cuenca                                                                                                 | Azuay      |
| Deportivo Quito       | Quito                                                                                                  | Pichincha  |
| El Nacional           | Quito                                                                                                  | Pichincha  |
| Emelec                | Guayaquil                                                                                              | Guayas     |
| Green Cross           | [[Archivo:\|class=notpageimage noviewer\|20x20px\|border\|Bandera de Manta]] Manta                     | Manabí     |
| Juvenil               | [[Archivo:\|class=notpageimage noviewer\|20x20px\|border\|Bandera de Esmeraldas (Ecuador)]] Esmeraldas | Esmeraldas |
| Liga de Quito         | Quito                                                                                                  | Pichincha  |
| Técnico Universitario | Ambato                                                                                                 | Tungurahua |
| Universidad Católica  | Quito                                                                                                  | Pichincha  |
| Valdez                | Milagro / Guayaquil                                                                                    | Guayas     |

### Equipos por ubicación geográfica
| Provincia  | N.º | Equipos                                                                |
| ---------- | --- | ---------------------------------------------------------------------- |
| Pichincha  | 4   | - Deportivo Quito - El Nacional - Liga de Quito - Universidad Católica |
| Guayas     | 3   | - Barcelona - Emelec - Valdez                                          |
| Manabí     | 2   | - Delfín - Green Cross                                                 |
| Azuay      | 1   | - Deportivo Cuenca                                                     |
| Esmeraldas | 1   | - Juvenil                                                              |
| Tungurahua | 1   | - Técnico Universitario                                                |

|  |

### Partidos y resultados
| Fecha 1     | Fecha 1               | Fecha 1   | Fecha 1              |
| Fecha       | Equipo Local          | Resultado | Equipo Visitante     |
| ----------- | --------------------- | --------- | -------------------- |
| 20 de julio | Técnico Universitario | 3 - 1     | Deportivo Quito      |
| 20 de julio | Valdez                | 1 - 0     | Green Cross          |
| 21 de julio | El Nacional           | 6 - 0     | Juvenil              |
| 21 de julio | Liga de Quito         | 0 - 2     | Deportivo Cuenca     |
| 21 de julio | Delfín                | 3 - 1     | Barcelona            |
| 21 de julio | Emelec                | 2 - 0     | Universidad Católica |

| Fecha 2     | Fecha 2          | Fecha 2   | Fecha 2               |
| Fecha       | Equipo Local     | Resultado | Equipo Visitante      |
| ----------- | ---------------- | --------- | --------------------- |
| 27 de julio | Juvenil          | 0 - 0     | Valdez                |
| 27 de julio | Liga de Quito    | 0 - 0     | Universidad Católica  |
| 27 de julio | Deportivo Quito  | 0 - 0     | El Nacional           |
| 28 de julio | Deportivo Cuenca | 1 - 1     | Delfín                |
| 28 de julio | Green Cross      | 1 - 0     | Técnico Universitario |
| 28 de julio | Barcelona        | 2 - 2     | Emelec                |

| Fecha 3     | Fecha 3               | Fecha 3   | Fecha 3          |
| Fecha       | Equipo Local          | Resultado | Equipo Visitante |
| ----------- | --------------------- | --------- | ---------------- |
| 3 de agosto | Técnico Universitario | 8 - 1     | Juvenil          |
| 3 de agosto | Valdez                | 4 - 1     | El Nacional      |
| 4 de agosto | Deportivo Quito       | 3 - 1     | Green Cross      |
| 4 de agosto | Delfín                | 0 - 1     | Liga de Quito    |
| 4 de agosto | Universidad Católica  | 2 - 4     | Barcelona        |
| 4 de agosto | Emelec                | 2 - 1     | Deportivo Cuenca |

| Fecha 4      | Fecha 4          | Fecha 4   | Fecha 4               |
| Fecha        | Equipo Local     | Resultado | Equipo Visitante      |
| ------------ | ---------------- | --------- | --------------------- |
| 10 de agosto | Juvenil          | 1 - 1     | Deportivo Quito       |
| 10 de agosto | Valdez           | 0 - 0     | Técnico Universitario |
| 11 de agosto | El Nacional      | 1 - 0     | Green Cross           |
| 11 de agosto | Liga de Quito    | 1 - 2     | Emelec                |
| 11 de agosto | Deportivo Cuenca | 0 - 0     | Barcelona             |
| 11 de agosto | Delfín           | 3 - 0     | Universidad Católica  |

| Fecha 5      | Fecha 5               | Fecha 5   | Fecha 5          |
| Fecha        | Equipo Local          | Resultado | Equipo Visitante |
| ------------ | --------------------- | --------- | ---------------- |
| 17 de agosto | Técnico Universitario | 1 - 0     | El Nacional      |
| 18 de agosto | Universidad Católica  | 1 - 2     | Deportivo Cuenca |
| 18 de agosto | Deportivo Quito       | 3 - 0     | Valdez           |
| 18 de agosto | Green Cross           | 5 - 2     | Juvenil          |
| 18 de agosto | Barcelona             | 2 - 0     | Liga de Quito    |
| 18 de agosto | Emelec                | 3 - 0     | Delfín           |

| Fecha 6      | Fecha 6              | Fecha 6   | Fecha 6               |
| Fecha        | Equipo Local         | Resultado | Equipo Visitante      |
| ------------ | -------------------- | --------- | --------------------- |
| 24 de agosto | Juvenil              | 1 - 2     | El Nacional           |
| 25 de agosto | Deportivo Quito      | 0 - 1     | Técnico Universitario |
| 25 de agosto | Deportivo Cuenca     | 1 - 2     | Liga de Quito         |
| 25 de agosto | Universidad Católica | 4 - 3     | Emelec                |
| 25 de agosto | Green Cross          | 1 - 0     | Valdez                |
| 25 de agosto | Barcelona            | 1 - 0     | Delfín                |

| Fecha 7         | Fecha 7               | Fecha 7   | Fecha 7          |
| Fecha           | Equipo Local          | Resultado | Equipo Visitante |
| --------------- | --------------------- | --------- | ---------------- |
| 31 de agosto    | Técnico Universitario | 5 - 1     | Green Cross      |
| 31 de agosto    | Valdez                | 2 - 1     | Juvenil          |
| 1 de septiembre | El Nacional           | 0 - 0     | Deportivo Quito  |
| 1 de septiembre | Universidad Católica  | 2 - 2     | Liga de Quito    |
| 1 de septiembre | Delfín                | 3 - 1     | Deportivo Cuenca |
| 1 de septiembre | Emelec                | 0 - 0     | Barcelona        |

| Fecha 8         | Fecha 8          | Fecha 8   | Fecha 8               |
| Fecha           | Equipo Local     | Resultado | Equipo Visitante      |
| --------------- | ---------------- | --------- | --------------------- |
| 7 de septiembre | Juvenil          | 2 - 0     | Técnico Universitario |
| 8 de septiembre | Liga de Quito    | 6 - 0     | Delfín                |
| 8 de septiembre | El Nacional      | 1 - 2     | Valdez                |
| 8 de septiembre | Deportivo Cuenca | 1 - 0     | Emelec                |
| 8 de septiembre | Green Cross      | 5 - 1     | Deportivo Quito       |
| 8 de septiembre | Barcelona        | 6 - 2     | Universidad Católica  |

| Fecha 9          | Fecha 9               | Fecha 9   | Fecha 9          |
| Fecha            | Equipo Local          | Resultado | Equipo Visitante |
| ---------------- | --------------------- | --------- | ---------------- |
| 14 de septiembre | Barcelona             | 3 - 0     | Deportivo Cuenca |
| 14 de septiembre | Técnico Universitario | 1 - 1     | Valdez           |
| 14 de septiembre | Deportivo Quito       | 6 - 1     | Juvenil          |
| 14 de septiembre | Universidad Católica  | 1 - 3     | Delfín           |
| 15 de septiembre | Green Cross           | 0 - 4     | El Nacional      |
| 15 de septiembre | Emelec                | 3 - 1     | Liga de Quito    |

| Fecha 10         | Fecha 10         | Fecha 10  | Fecha 10              |
| Fecha            | Equipo Local     | Resultado | Equipo Visitante      |
| ---------------- | ---------------- | --------- | --------------------- |
| 22 de septiembre | Valdez           | 2 - 0     | Deportivo Quito       |
| 22 de septiembre | El Nacional      | 6 - 1     | Técnico Universitario |
| 22 de septiembre | Liga de Quito    | 1 - 1     | Barcelona             |
| 22 de septiembre | Delfín           | 0 - 0     | Emelec                |
| 22 de septiembre | Deportivo Cuenca | 4 - 0     | Universidad Católica  |
| 22 de septiembre | Juvenil          | 2 - 3     | Green Cross           |

### Tabla de posiciones
Grupo 1
|  |  |    | Equipo               | PJ | PG | PE | PP | GF | GC | DG  | PTS | PB   |
|  |  | -- | -------------------- | -- | -- | -- | -- | -- | -- | --- | --- | ---- |
|  |  | 1. | Barcelona            | 10 | 5  | 4  | 1  | 20 | 10 | +10 | 14  | 1    |
|  |  | 2. | Emelec               | 10 | 5  | 3  | 2  | 17 | 10 | +7  | 13  | 0.5  |
|  |  | 3. | Deportivo Cuenca     | 10 | 4  | 2  | 4  | 13 | 12 | +1  | 10  |      |
|  |  | 4. | Delfín               | 10 | 4  | 2  | 4  | 13 | 15 | -2  | 10  |      |
|  |  | 5. | Liga de Quito        | 10 | 3  | 3  | 4  | 14 | 13 | +1  | 9   |      |
|  |  | 6. | Universidad Católica | 10 | 1  | 2  | 7  | 12 | 29 | -17 | 4   | -0.5 |

PJ = Partidos jugados; PG = Partidos ganados; PE = Partidos empatados; PP = Partidos perdidos; GF = Goles a favor; GC = Goles en contra; DG = Diferencia de gol; PTS = Puntos; PB = Puntos de bonificación
Grupo 2
|  |  |    | Equipo                | PJ | PG | PE | PP | GF | GC | DG  | PTS | PB  |
|  |  | -- | --------------------- | -- | -- | -- | -- | -- | -- | --- | --- | --- |
|  |  | 1. | Valdez                | 10 | 5  | 3  | 2  | 12 | 8  | +4  | 13  | 1   |
|  |  | 2. | El Nacional           | 10 | 5  | 2  | 3  | 21 | 9  | +12 | 12  | 0.5 |
|  |  | 3. | Técnico Universitario | 10 | 5  | 2  | 3  | 20 | 13 | +7  | 12  |     |
|  |  | 4. | Green Cross           | 10 | 5  | 0  | 5  | 17 | 19 | -2  | 10  |     |
|  |  | 5. | Deportivo Quito       | 10 | 3  | 3  | 4  | 15 | 14 | +1  | 9   |     |
|  |  | 6. | Juvenil               | 10 | 1  | 2  | 7  | 11 | 33 | -22 | 4   | -1  |

PJ = Partidos jugados; PG = Partidos ganados; PE = Partidos empatados; PP = Partidos perdidos; GF = Goles a favor; GC = Goles en contra; DG = Diferencia de gol; PTS = Puntos; PB = Puntos de bonificación

#### Evolución de la clasificación
Grupo 1
Grupo 2

## Tercera etapa

### Partidos y resultados
| Fecha 1         | Fecha 1          | Fecha 1   | Fecha 1               |
| Fecha           | Equipo Local     | Resultado | Equipo Visitante      |
| --------------- | ---------------- | --------- | --------------------- |
| 6 de septiembre | El Nacional      | 3 - 0     | Deportivo Quito       |
| 6 de septiembre | Liga de Quito    | 3 - 0     | Emelec                |
| 6 de septiembre | Deportivo Cuenca | 1 - 0     | Delfín                |
| 6 de septiembre | Juvenil          | 1 - 0     | Universidad Católica  |
| 6 de septiembre | Green Cross      | 4 - 1     | Técnico Universitario |
| 6 de septiembre | Valdez           | 2 - 1     | Barcelona             |

| Fecha 2      | Fecha 2               | Fecha 2   | Fecha 2          |
| Fecha        | Equipo Local          | Resultado | Equipo Visitante |
| ------------ | --------------------- | --------- | ---------------- |
| 5 de octubre | Universidad Católica  | 2 - 4     | Deportivo Cuenca |
| 5 de octubre | Barcelona             | 2 - 1     | Green Cross      |
| 5 de octubre | Técnico Universitario | 0 - 0     | Valdez           |
| 6 de octubre | Liga de Quito         | 2 - 3     | Deportivo Quito  |
| 6 de octubre | Delfín                | 2 - 1     | Juvenil          |
| 6 de octubre | Emelec                | 1 - 0     | El Nacional      |

| Fecha 3      | Fecha 3               | Fecha 3   | Fecha 3              |
| Fecha        | Equipo Local          | Resultado | Equipo Visitante     |
| ------------ | --------------------- | --------- | -------------------- |
| 8 de octubre | Valdez                | 1 - 1     | Green Cross          |
| 9 de octubre | Deportivo Quito       | 3 - 2     | Emelec               |
| 9 de octubre | El Nacional           | 1 - 1     | Liga de Quito        |
| 9 de octubre | Delfín                | 1 - 0     | Universidad Católica |
| 9 de octubre | Técnico Universitario | 2 - 0     | Barcelona            |
| 9 de octubre | Deportivo Cuenca      | 3 - 0     | Juvenil              |

| Fecha 4       | Fecha 4              | Fecha 4   | Fecha 4               |
| Fecha         | Equipo Local         | Resultado | Equipo Visitante      |
| ------------- | -------------------- | --------- | --------------------- |
| 12 de octubre | Universidad Católica | 2 - 0     | Delfín                |
| 13 de octubre | Barcelona            | 5 - 0     | Técnico Universitario |
| 13 de octubre | Juvenil              | 1 - 0     | Deportivo Cuenca      |
| 13 de octubre | Liga de Quito        | 0 - 0     | El Nacional           |
| 13 de octubre | Green Cross          | 1 - 2     | Valdez                |
| 13 de octubre | Emelec               | 2 - 2     | Deportivo Quito       |

| Fecha 5       | Fecha 5               | Fecha 5   | Fecha 5          |
| Fecha         | Equipo Local          | Resultado | Equipo Visitante |
| ------------- | --------------------- | --------- | ---------------- |
| 19 de octubre | Barcelona             | 3 - 1     | Valdez           |
| 19 de octubre | Universidad Católica  | 4 - 1     | Juvenil          |
| 19 de octubre | Técnico Universitario | 5 - 0     | Green Cross      |
| 20 de octubre | Delfín                | 2 - 2     | Deportivo Cuenca |
| 20 de octubre | Emelec                | 3 - 1     | Liga de Quito    |
| 20 de octubre | Deportivo Quito       | 1 - 0     | El Nacional      |

| Fecha 6       | Fecha 6          | Fecha 6   | Fecha 6               |
| Fecha         | Equipo Local     | Resultado | Equipo Visitante      |
| ------------- | ---------------- | --------- | --------------------- |
| 26 de octubre | Green Cross      | 1 - 1     | Barcelona             |
| 26 de octubre | Valdez           | 1 - 0     | Técnico Universitario |
| 26 de octubre | Deportivo Cuenca | 2 - 0     | Universidad Católica  |
| 27 de octubre | Juvenil          | 1 - 6     | Delfín                |
| 27 de octubre | Deportivo Quito  | 0 - 2     | Liga de Quito         |
| 27 de octubre | El Nacional      | 1 - 0     | Emelec                |

### Tabla de posiciones
Cuadrangular 1
|  |  |    | Equipo                | PJ | PG | PE | PP | GF | GC | DG | PTS | PB  |
|  |  | -- | --------------------- | -- | -- | -- | -- | -- | -- | -- | --- | --- |
|  |  | 1. | Valdez                | 6  | 3  | 2  | 1  | 7  | 6  | +1 | 9.5 | 1.5 |
|  |  | 2. | Barcelona             | 6  | 3  | 1  | 2  | 12 | 7  | +1 | 9   | 2   |
|  |  | 3. | Técnico Universitario | 6  | 2  | 1  | 3  | 8  | 10 | -2 | 5   |     |
|  |  | 4. | Green Cross           | 6  | 1  | 2  | 3  | 8  | 12 | -4 | 4   |     |

PJ = Partidos jugados; PG = Partidos ganados; PE = Partidos empatados; PP = Partidos perdidos; GF = Goles a favor; GC = Goles en contra; DG = Diferencia de gol; PTS = Puntos; PB = Puntos de bonificación
|  | Clasificaron al Cuadrangular final. |

Cuadrangular 2
|  |  |    | Equipo          | PJ | PG | PE | PP | GF | GC | DG | PTS | PB  |
|  |  | -- | --------------- | -- | -- | -- | -- | -- | -- | -- | --- | --- |
|  |  | 1. | El Nacional     | 6  | 2  | 2  | 2  | 5  | 3  | +2 | 7.5 | 1.5 |
|  |  | 2. | Deportivo Quito | 6  | 3  | 1  | 2  | 9  | 11 | -2 | 7   |     |
|  |  | 3. | Liga de Quito   | 6  | 2  | 2  | 2  | 9  | 7  | +2 | 6.5 | 0.5 |
|  |  | 4. | Emelec          | 6  | 2  | 1  | 3  | 8  | 10 | -2 | 5.5 | 0.5 |

PJ = Partidos jugados; PG = Partidos ganados; PE = Partidos empatados; PP = Partidos perdidos; GF = Goles a favor; GC = Goles en contra; DG = Diferencia de gol; PTS = Puntos; PB = Puntos de bonificación
|  | Clasificaron al Cuadrangular final. |

Cuadrangular del No Descenso
|  |  |    | Equipo               | PJ | PG | PE | PP | GF | GC | DG  | PTS | PP   |
|  |  | -- | -------------------- | -- | -- | -- | -- | -- | -- | --- | --- | ---- |
|  |  | 1. | Deportivo Cuenca     | 6  | 4  | 1  | 1  | 12 | 5  | +7  | 9   |      |
|  |  | 2. | Delfín               | 6  | 3  | 1  | 2  | 11 | 7  | +4  | 7   |      |
|  |  | 3. | Universidad Católica | 6  | 2  | 0  | 4  | 8  | 9  | -1  | 3.5 | -1   |
|  |  | 4. | Juvenil              | 6  | 2  | 0  | 4  | 5  | 15 | -10 | 1   | -0,5 |

PJ = Partidos jugados; PG = Partidos ganados; PE = Partidos empatados; PP = Partidos perdidos; GF = Goles a favor; GC = Goles en contra; DG = Diferencia de gol; PTS = Puntos; PP = Puntos de Penalización
|  | Descendió a la Serie B. |

#### Evolución de la clasificación
Cuadrangular 1
Cuadrangular 2
Cuadrangular del No Descenso

## Cuadrangular final

### Partidos y resultados
| Fecha 1        | Fecha 1      | Fecha 1   | Fecha 1          |
| Fecha          | Equipo Local | Resultado | Equipo Visitante |
| -------------- | ------------ | --------- | ---------------- |
| 3 de noviembre | El Nacional  | 1 - 2     | Barcelona        |
| 3 de noviembre | Valdez       | 2 - 1     | Deportivo Quito  |

| Fecha 2         | Fecha 2         | Fecha 2   | Fecha 2          |
| Fecha           | Equipo Local    | Resultado | Equipo Visitante |
| --------------- | --------------- | --------- | ---------------- |
| 10 de noviembre | Deportivo Quito | 3 - 1     | El Nacional      |
| 10 de noviembre | Barcelona       | 1 - 1     | Valdez           |

| Fecha 3         | Fecha 3         | Fecha 3   | Fecha 3          |
| Fecha           | Equipo Local    | Resultado | Equipo Visitante |
| --------------- | --------------- | --------- | ---------------- |
| 16 de noviembre | Valdez          | 2 - 2     | El Nacional      |
| 17 de noviembre | Deportivo Quito | 1 - 2     | Barcelona        |

| Fecha 4         | Fecha 4      | Fecha 4   | Fecha 4          |
| Fecha           | Equipo Local | Resultado | Equipo Visitante |
| --------------- | ------------ | --------- | ---------------- |
| 19 de noviembre | El Nacional  | 2 - 0     | Valdez           |
| 20 de noviembre | Barcelona    | 1 - 0     | Deportivo Quito  |

| Fecha 5         | Fecha 5      | Fecha 5   | Fecha 5          |
| Fecha           | Equipo Local | Resultado | Equipo Visitante |
| --------------- | ------------ | --------- | ---------------- |
| 24 de noviembre | El Nacional  | 1 - 0     | Deportivo Quito  |
| 24 de noviembre | Valdez       | 1 - 1     | Barcelona (C)    |

| Fecha 6        | Fecha 6         | Fecha 6   | Fecha 6          |
| Fecha          | Equipo Local    | Resultado | Equipo Visitante |
| -------------- | --------------- | --------- | ---------------- |
| 1 de diciembre | Barcelona       | 5 - 2     | El Nacional      |
| 1 de diciembre | Deportivo Quito | 4 - 0     | Valdez           |

### Tabla de posiciones
|     |  |    | Equipo          | PJ | PG | PE | PP | GF | GC | DG | PTS |
| --- |  | -- | --------------- | -- | -- | -- | -- | -- | -- | -- | --- |
| (C) |  | 1. | Barcelona       | 6  | 4  | 2  | 0  | 12 | 6  | +6 | 10  |
|     |  | 2. | El Nacional     | 6  | 1  | 3  | 2  | 8  | 12 | -4 | 5   |
|     |  | 3. | Valdez          | 6  | 2  | 1  | 3  | 7  | 11 | -4 | 5   |
|     |  | 4. | Deportivo Quito | 6  | 2  | 0  | 4  | 9  | 7  | +2 | 4   |

PJ = Partidos jugados; PG = Partidos ganados; PE = Partidos empatados; PP = Partidos perdidos; GF = Goles a favor; GC = Goles en contra; DG = Diferencia de gol; PTS = Puntos
| (C) | Campeón, clasificó a la Copa Libertadores 1992. |
|     | Disputaron el Desempate por el subtítulo.       |

### Campeón
|                                             |
|                                             |
| Campeón Barcelona Sporting Club 11.º título |

## Desempate por el subtítulo
Tras haber empatados en puntos El Nacional y Valdez en el cuadrangular final se jugó una definición en encuentros de ida y vuelta, el ganador de la serie terminó siendo el subcampeón y jugó la Copa Libertadores 1992, mientras que el perdedor se clasificó para jugar la Copa Conmebol 1992.
| Fecha                                                  | Ciudad  | Equipo local | Resultado | Equipo visitante |
| ------------------------------------------------------ | ------- | ------------ | --------- | ---------------- |
| 8 de diciembre                                         | Milagro | Valdez       | 2 - 1     | El Nacional      |
| 11 de diciembre                                        | Quito   | El Nacional  | 0 - 0     | Valdez (SC)      |
| Valdez es el subcampeón con el marcador global de 2-1. |         |              |           |                  |

## Goleadores
| Jugador               | Equipo           | Goles |
| --------------------- | ---------------- | ----- |
| Pedro Varela          | Delfín           | 24    |
| Byron Tenorio         | El Nacional      | 18    |
| Rubén Darío Insúa     | Barcelona        | 17    |
| Carlos Muñoz Martínez | Barcelona        | 15    |
| Manuel Uquillas       | Barcelona        | 15    |
| Octavio Maccaione     | Deportivo Cuenca | 14    |